# アテネ証券取引所
座標: 北緯37度59分25秒 東経23度43分43秒 / 北緯37.99028度 東経23.72861度
アテネ証券取引所（アテネしょうけんとりひきじょ、ASE or ATHEX; ギリシア語: Χρηματιστήριο Αθηνών (Χ.Α.)、 Chrimatistírio Athinón）は、ギリシャの首都アテネに所在する証券取引所。1876年に設立された。株式市場の他、デリバティブ、オルタナティブ、炭素、店頭取引の5つの市場から構成されている。登録証券市場取引業者は、株式、債券、ETF、関連有価証券の取引が可能である。
2020年12月現在、166社172銘柄が上場している。
アテネ証券取引所に関連する株価指数は30以上存在するが、代表的なものとして、アテネ総合指数（GD）、 FTSE/ATX大型株指数（FTSE、FTSE 25）、FTSE/ATX中 型株指数（FTSEM）、FTSE/Athex Market Index（FTSEA）、FTSE/ATHEX Global Traders Index Plus （FTSEGTI）及びFTSE/ATHEX Factor-Weighted Index （FTSEMSFW）がある。
アテネ総合指数が算出開始されたのは、1980年のことであり、最高値は1999年9月17日に記録した6355.04である。

## 概要

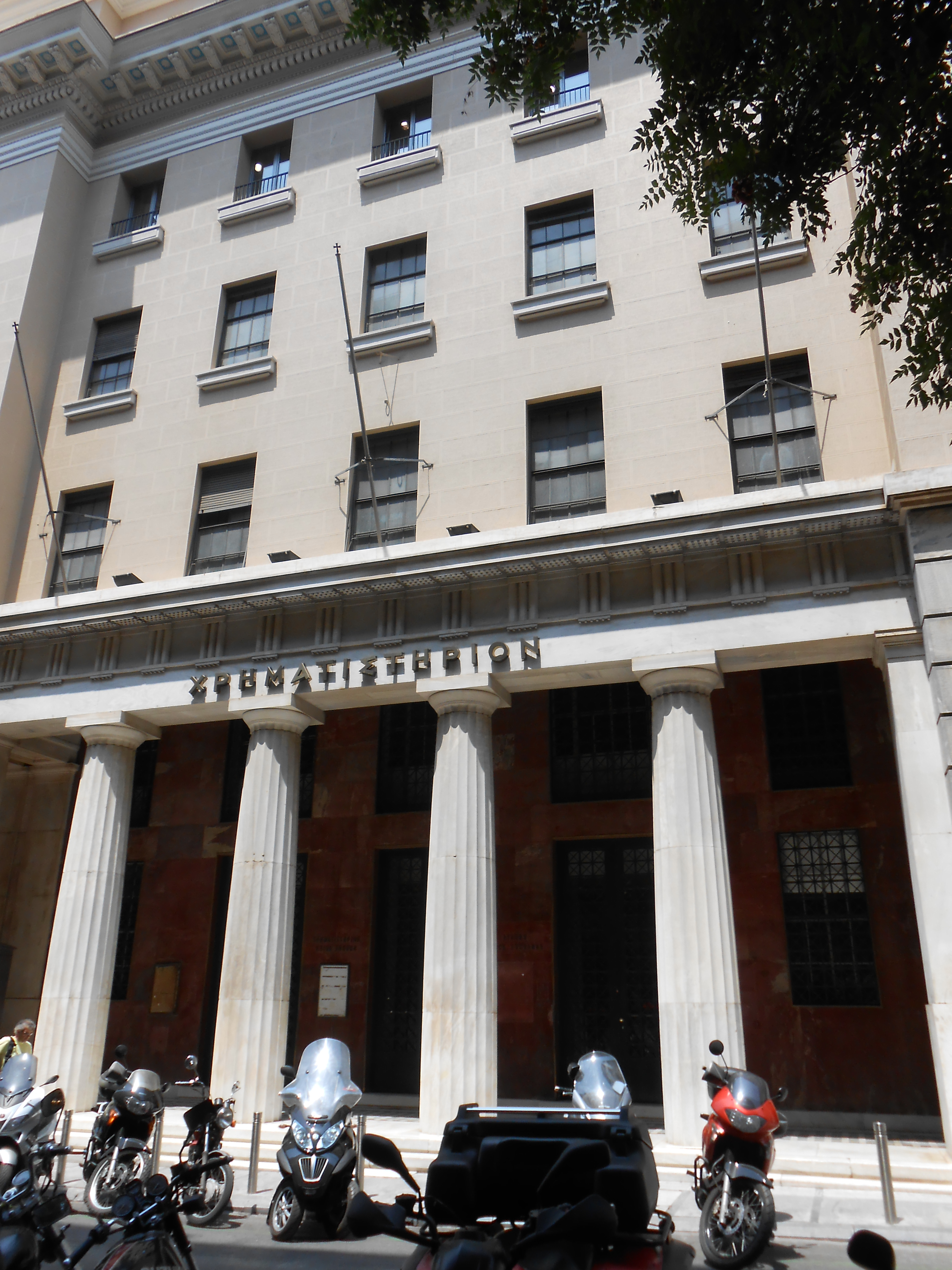
2007年までアテネ証券取引所が入居していたビル

アテネ証券取引所で取引が開始されたのは、1876年のことであった。取引所の運営は「アテネ証券取引所株式会社」が行なっており、当社もまた上場企業である（EXAE）。アテネ証券取引所の株式は1918年に公開された。1995年にギリシャ政府が全株式を保有する公開有限責任会社となったものの、1997年に36.97%の株式を売却、1999年には47.7%まで議決権割合は低下した。
1999年8月、アテネデリバティブ取引所（ADEX）が設立され、デリバティブ取引が開始された。2002年にアテネデリバティブ市場は、アテネ証券取引所に合併された。
アテネ証券取引所は、2015年6月27日に、ギリシャ政府債務危機の影響により休場した。再開されたのは、2015年8月3日のことであるが、その日の下落率は16%を超え、銀行株は30%の暴落となり、ストップ安を記録した。
取引時間は、午前10時から午後5時20分、休業日は、土曜日・日曜日及び取引所が予め定める祝日である。
アテネ証券取引所は、ユーロアジア証券取引所連合会員である。

## 証券取引所
上場企業に関する規制は、ギリシャ資本市場委員会が担っている。
2021年2月2日現在、アテネ証券取引所には、166社、172銘柄が上場している。内訳は、証券市場に157社163銘柄、オルタナティブ市場に9社9銘柄である。

### 株式市場のカテゴリ
株式市場のカテゴリは以下の3つに区分される。
- Main Market（124社126銘柄）[注釈 4][注釈 5][14]
- Surveillance（22社25銘柄）[注釈 4] [注釈 6][15]
- Under Suspension（11社12銘柄）[注釈 4][注釈 5][16]

### アテネ総合指数
アテネ証券取引所は、アテネ総合指数のティッカーシンボルとをGDとしている。ブルームバーグコードはASE 、ロイターコードは.ATGである。1980年12月31日より算出開始され、構成銘柄数は60である。

#### 年間騰落
以下の表は、1987年以降のアテネ総合指数の年間騰落の推移を示したものである。
| 年   | 終値     | 騰落ポイント | 騰落率（%） |
| ---- | -------- | ------------ | ----------- |
| 1987 | 272.47   |              |             |
| 1988 | 279.65   | 7.18         | 2.64        |
| 1989 | 459.43   | 179.78       | 64.29       |
| 1990 | 932.00   | 472.57       | 102.86      |
| 1991 | 809.71   | −122.29      | −13.12      |
| 1992 | 672.31   | −137.40      | −16.97      |
| 1993 | 958.66   | 286.35       | 42.59       |
| 1994 | 868.91   | −89.75       | −9.36       |
| 1995 | 914.15   | 45.24        | 5.21        |
| 1996 | 933.48   | 19.33        | 2.11        |
| 1997 | 1,479.63 | 546.15       | 58.51       |
| 1998 | 2,737.55 | 1,257.92     | 85.02       |
| 1999 | 5,535.09 | 2,797.54     | 102.19      |
| 2000 | 3,388.86 | −2,146.23    | −38.77      |
| 2001 | 2,591.56 | −797.30      | −23.53      |
| 2002 | 1,748.42 | −843.14      | −32.53      |
| 2003 | 2,263.58 | 515.16       | 29.46       |
| 2004 | 2,786.18 | 522.60       | 23.09       |
| 2005 | 3,663.90 | 877.72       | 31.50       |
| 2006 | 4,394.13 | 730.23       | 19.93       |
| 2007 | 5,178.83 | 784.70       | 17.86       |
| 2008 | 1,786.51 | −3,392.32    | −65.50      |
| 2009 | 2,196.16 | 409.65       | 22.93       |
| 2010 | 1,413.94 | −782.22      | −35.62      |
| 2011 | 680.42   | −733.52      | −51.88      |
| 2012 | 907.90   | 227.48       | 33.43       |
| 2013 | 1,162.68 | 254.78       | 28.06       |
| 2014 | 826.18   | −336.50      | −28.94      |
| 2015 | 631.35   | −194.83      | −23.58      |
| 2016 | 643.64   | 12.29        | 1.95        |
| 2017 | 802.37   | 158.73       | 24.66       |
| 2018 | 613.30   | −189.07      | −23.56      |
| 2019 | 916.67   | 303.37       | 49.47       |
| 2020 | 808.99   | -107.68      | -11.75      |

## 経営
アテネ証券取引所は、取締役による運営がなされており、13名の取締役は4年に一度株主総会によって選出される。